# سكك حديد يونيون باسيفيك
خط سكة حديد يونيون باسيفيك (بالإنجليزية: Union Pacific Railroad)‏ هو خط سكة حديد لنقل البضائع من الدرجة الأولى يشغل 8300 قاطرة على مسافة 32200 ميل (51800 كم) في 23 ولاية أمريكية غرب شيكاغو ونيو أورليانز. يونيون باسيفيك هي ثاني أكبر خطوط السكك الحديدية في الولايات المتحدة بعد بي أن أس أف، والتي تشترك معها في احتكار ثنائي لخطوط السكك الحديدية للشحن العابرة للقارات في الغرب والغرب الأوسط وغرب جنوب وسط الولايات المتحدة.
تأسس طريق يونيون باسيفيك للسكك الحديدية الأصلي في عام 1862، وكان جزءًا من أول مشروع للسكك الحديدية العابرة للقارات، والذي عُرف فيما بعد باسم الطريق البري. على مدار القرن التالي، استوعبت يونيون باسيفيك خط سكة حديد ميسوري باسيفيك، وخط سكة حديد غرب المحيط الهادئ، وخط سكة حديد ميسوري-كانساس-تكساس، وخط سكة حديد شيكاغو وروك آيلاند والمحيط الهادئ. في عام 1995، اندمجت شركة يونيون باسيفيك مع شركة شيكاغو ونورث ويسترن للنقل، لتكمل وصولها إلى الغرب الأوسط العلوي.

## شركة تجمع إدارة المعدات
تعد يونيون باسيفيك ونورفولك الجنوبية أكبر شريكين مالكين لشركة تجمع إدارة المعدات، وهي خدمة نقل شحن محلية متعددة الوسائط تقوم بتأجير ونقل أكثر من 35000 حاوية وشاسيه بطول 53 قدمًا في جميع أنحاء أمريكا الشمالية. 

## متحف يونيون باسيفيك للسكك الحديدية
متحف يونيون باسيفيك للسكك الحديدية هو مكتبة كارنيجي السابقة في كاونسيل بلافز، آيوا التي تضم القطع الأثرية والصور الفوتوغرافية والوثائق التي تتتبع تطور السكك الحديدية والغرب الأمريكي. تقوم الشركة بدفع تكاليف صيانة المبنى المملوك للقطاع الخاص، والذي يضم جزءًا من مجموعة شركات يونيون باسيفيك، وهي واحدة من أقدم المباني في الولايات المتحدة. تشمل المقتنيات أسلحة من أواخر القرن التاسع عشر والقرن العشرين، وأدوات خارجة عن القانون، وعينة من ممتلكات المهاجرين، ومجموعة صور تضم أكثر من 500000 صورة.